# 世界环境日
世界环境日（JME - Journée Mondiale de l'Environnement; WED - World Environment Day）定于每年的6月5日，是联合国鼓励全球居民提高环保意识和采取环保行动的主要力量。联合国人类环境会议于1972年6月5日至16日在斯德哥尔摩举行，会议通过了将每年的6月5日作为“世界环境日”的建议，於1974年首次舉辦。如今，世界环境日已经成为全球100多个国家的利益相关者积极采取环保行动的重要平台。世界环境日还作为“人类的节日”，呼吁民众采取积极的环保行动，以集小溪而成江海的力量共同保护我们的地球。
每年，聯合國都會有一句標語，或一段話，來提醒人們環境需要的愛護。
- 2010年 : 「多樣的物種，唯一的地球，共同的未來」（Many Species. One Planet. One Future.）
- 2011年 : 「森林：大自然為您效勞」（Forests: Nature at your Service.）
- 2012年 : 「綠色經濟：你參與了嗎？」（Green Economy: Does it include you?）
- 2013年 : 「思前.食後.厲行節約」（Think Eat Save）
- 2014年 : 「提高你的呼聲，而不是海平面」（Raise Your Voice, Not the Sea Level）
- 2015年 : 「70億人的夢，1個地球，消費須謹慎有度」（Seven Billion Dreams. One Planet. Consume with Care.）
- 2016年 : 「為生命吶喊」（Wild for Life）[2]
- 2017年 : 「我與自然」（I’m With Nature）[2]
- 2018年 : 「塑戰速決」（Beat Plastic Pollution）[2]
- 2019年 : 「對抗空氣汙染」（Beat Air Pollution）[2]
- 2020年 : 「自然為本」（Time for Nature）[2]
- 2021年 : 「恢復生態系統」（Ecosystem Restoration）[2]
- 2022年 : 「只有一個地球」（Only One Earth）[2]
- 2023年：「塑戰速決」（Beat Plastic Pollution）[2]
- 2024年：「以行動修復土地，對抗沙漠化、乾旱危機」（Land restoration, desertification and drought resilience）[2]